# أستربلة
الأستربلة (الاسم العلمي: Astrebla) هي جنس من النباتات يتبع الفصيلة النجيلية من رتبة القبئيات.

## أنواع الأستربلة
- أستربلة شعير الرمال (الاسم العلمي:Astrebla elymoides)
- أستربلة عقدية (الاسم العلمي:Astrebla lappacea)
- أستربلة مشطية (الاسم العلمي:Astrebla pectinata)
- أستربلة مربعة (الاسم العلمي:Astrebla squarrosa)